# Poeciloderas seclusus
Poeciloderas seclusus är en tvåvingeart som först beskrevs av Juan Brèthes 1910.  Poeciloderas seclusus ingår i släktet Poeciloderas och familjen bromsar. Inga underarter finns listade i Catalogue of Life.